# 築地橋駅
築地橋駅（つきじばしえき）は、和歌山県和歌山市築港にあった南海電気鉄道（南海）和歌山港線の駅。2005年（平成17年）11月27日に廃止された。

## 歴史

### 年表
- 1956年（昭和31年）5月6日：和歌山港線とともに開業[2]。
- 2005年（平成17年）11月27日：両隣の久保町駅・築港町駅とともに廃止[3][1]。

### 駅名の由来
当駅東側を流れる築地川に架かる橋がその由来となった。

## 駅構造
単式ホーム1面1線を有する地上駅であった。ホームのみの無人駅で、自動券売機や自動改札機は設置されていなかった。廃止後にホームは撤去され、敷地がやや広いこと以外、駅があった痕跡は残されていない。

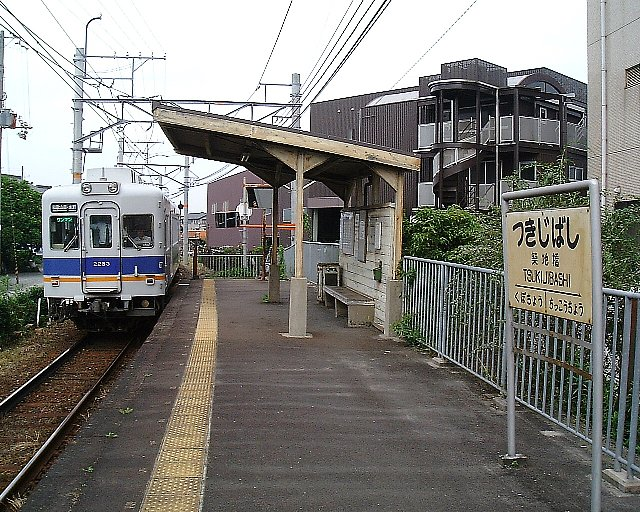
駅へ進入する水軒行き（2002年5月2日）
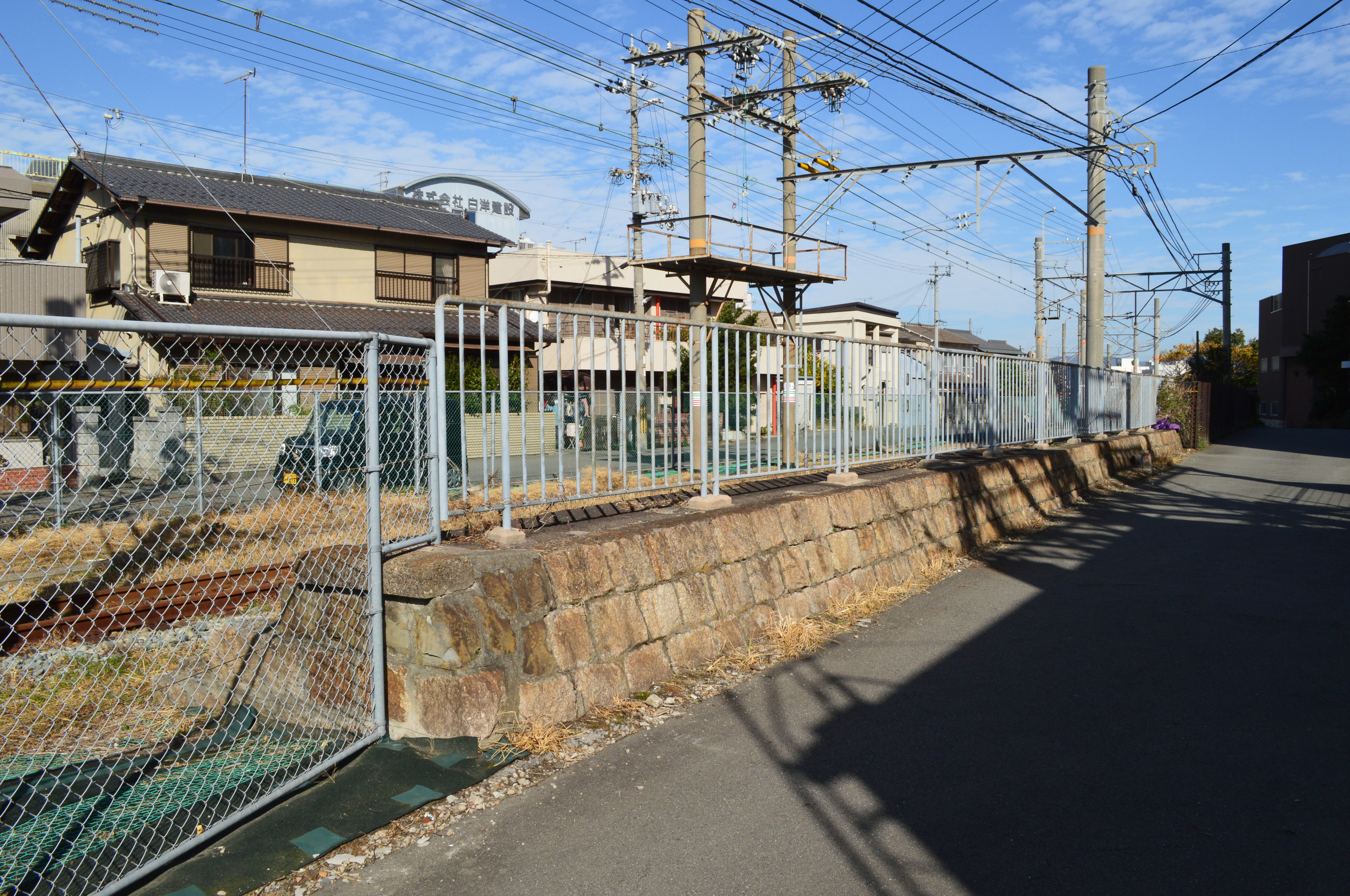
ホーム跡（2018年12月）
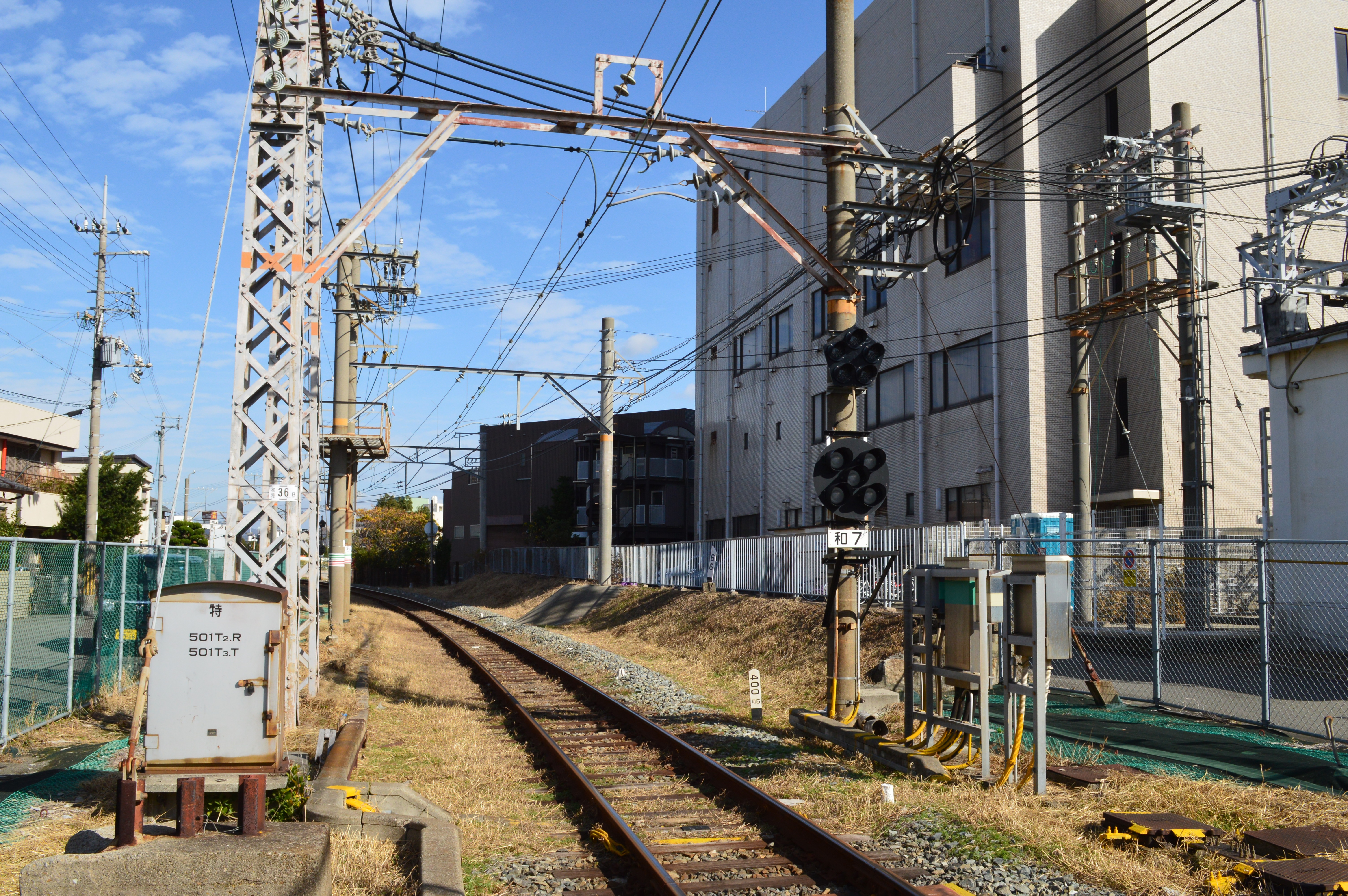
ホーム跡（2018年12月）

## 利用状況
廃止前の一日平均乗降人員は、下記のとおり。
| 年度               | 1日平均 乗降人員 | 出典                     |
| ------------------ | ---------------- | ------------------------ |
| 1980年（昭和55年） | 110              | [ 和歌山県統計 1 ]       |
| 1985年（昭和60年） | 184              | [ 和歌山県統計 1 ]       |
| 1990年（平成02年） | 145              | [ 和歌山県統計 1 ]       |
| 1995年（平成07年） | 129              | [ 和歌山県統計 1 ]       |
| 2000年（平成12年） | 129              | [ 和歌山県統計 1 ]       |
| 2001年（平成13年） | 94               | [ 和歌山県統計 1 ]       |
| 2002年（平成14年） | 76               | [ 和歌山県統計 1 ] [ 3 ] |
| 2003年（平成15年） | 52               | [ 和歌山県統計 1 ] [ 3 ] |
| 2004年（平成16年） | 45               | [ 和歌山県統計 1 ] [ 3 ] |

## 駅周辺
当駅は、市堀川と築地川に挟まれた中州の北東寄りにあった。当駅の真南側には、和歌山県歯科衛生士専門学校がある。
- 和歌山県道16号和歌山港線
- 和歌山築港郵便局

## 隣の駅
南海電気鉄道
和歌山港線
久保町駅 - 築地橋駅 - 築港町駅

#### 本文中の出典
1. 1 2  和歌山県. “南海電鉄の鉄道について”. 2021年8月14日閲覧。
2. ↑  草町義和 (2018年3月5日). “意外? 日本一短い鉄道は「和歌山県」だった 南海和歌山港線の不思議 2ページ”.   乗りものニュース. 2018年3月7日閲覧。
3. 1 2 3 4  “和歌山港線中間3駅（久保町・築地橋・築港町）の廃止日決定について” (PDF).   南海電気鉄道 (2005年5月16日). 2006年10月8日時点のオリジナルよりアーカイブ。2018年3月7日閲覧。

#### 利用状況の出典
和歌山県公共交通機関等資料集
1. 1 2 3 4 5 6 7 8 9  “令和元年度和歌山県公共交通機関等資料集” (PDF).   和歌山県企画部地域振興局総合交通政策課. 2021年1月24日時点のオリジナルよりアーカイブ。2021年8月14日閲覧。